# Clemens August Theodor Josef von Nagel zur Loburg
Clemens August Theodor Josef von Nagel zur Loburg (Bonn, 16 aprile 1748 – Münster, 12 febbraio 1828) è stato un militare, diplomatico, nobile e poeta tedesco.

## Biografia

### I primi anni e la famiglia
Figlio di Josef Marsil Wilhelm Xaver von Nagel zur Loburg e di sua moglie, Anna Adolphine von Nagel zu Herl, Clemens August Theodor Josef venne battezzato il 21 aprile 1748 col nome del proprio padrino di battesimo, il principe-vescovo di Münster dell'epoca, Clemente Augusto di Baviera, col quale mantenne anche in seguito uno stretto rapporto.
Dal 1764 al 1765 studiò con i gesuiti Aegidius Neissen e Jacob la Chambre a Colonia e poi dal 1766 al 1769 sempre con i gesuiti Johann Heinrich von Kerens e Leopold Steinbacher al Theresianum di Vienna. Nel 1767 divenne ambasciatore imperiale presso la Confederazione Elvetica, incarico secondario nella diplomazia e nella politica europea dell'epoca, ma che egli seppe conservare sino al 1784.

### La carriera militare
Come suo padre prima di lui, Clemens August venne destinato alla carriera militare. Il 15 maggio 1755, all'età di sette anni, ricevette il brevetto di capitano nell'esercito del principato episcopale di Münster, ma poté entrare in servizio solo nel 1769 dopo aver completato i propri studi. Il 18 luglio 1778 venne nominato proprietario di un reggimento di cavalleria, il 21 ottobre 1787 ottenne il grado di tenente colonnello ed il 3 luglio 1789 quello di colonnello. Nella prima guerra di coalizione anti-francese combatté per l'esercito imperiale e fu ferito e catturato dai francesi nel 1796, ma scambiato l'anno successivo con altri prigionieri e rilasciato. Invalido di guerra, venne promosso al grado di maggiore generale il 28 giugno 1800. Con la Reichsdeputationshauptschluss del 1803, quando il re di Prussia, Federico Guglielmo III acquisì il territorio dell'ex vescovato di Münster, Clemens August chiese di tornare in servizio e coi prussiani combatté nella battaglia di Jena ed in quella di Auerstedt del 1806 contro i francesi. Prima della battaglia di Lipsia nel 1813, aveva ottenuto la Legion d'onore per il grande valore dimostrato, ma giurò nuova fedeltà a Federico Guglielmo III per il quale combatté a Waterloo.

### Gli ultimi anni
Nel 1780 sposò Anna Clementine Wilhelmine von Heereman von Zuydtwyck.
In considerazione dei debiti ereditati dal padre, venne costretto a vendere parte dei suoi beni per ripagare ciò che il padre gli aveva lasciato, compresa la spada d'onore ricevuta nel 1807 da Louis Henri Loison.
Nel 1827, poco prima della sua morte, Clemens August, sempre in difficoltà finanziarie, dovette affittare alcuni suoi beni feudali presso Keuschenburg. In questi anni si dedicò anche alla poesia, ma quasi sempre per occasioni private e senza che queste fossero mai date alle stampe per il pubblico.
Morì dopo una dolorosa malattia il 12 febbraio 1828 a Münster.